# Chiesa di Santa Maria sopra Olcio
La chiesa di Santa Maria sopra Olcio è un santuario posto sulla Grigna settentrionale sul territorio del comune di Mandello del Lario, edificato intorno all'XI secolo, dedicato alla Vergine Maria.

## Storia
Costruita intorno all'anno 1000 non a causa del culto di qualche reliquia o da un'apparizione né da un miracolo, ma solo per la devozione dei viandanti. Il santuario sorge infatti sulla strada che congiunge Mandello del Lario alla Valsassina all'altezza di 660 m s.l.m., per secoli molto frequentata tanto che vi era un maniscalco per ferrare i cavalli, come ci confermano i ritrovamenti di ferri di cavallo nel 1913 presso il muro di cinta. Già nel 1145 il Santuario aveva acquistato tanta importanza da ottenere la protezione della Santa Sede sotto il pontificato di Papa Eugenio III in documenti conservati presso l'archivio parrocchiale di Olcio. La grande importanza fu riconfermata sotto Papa Niccolò V. Aveva inoltre ottenuto molti lasciti in terreni e abitazioni tanto da essere di nuovo citato da Papa Benedetto XII per i grandi possedimenti: "... in loco de Gorbo, in loco de Zeno, in loco de Bornico, in loco de Sonvico".
Lo stabile si trasformò poi in un convento di un ordine di monaci locali che seguivano la regola di san Benedetto, posti sotto l'unica giurisdizione del vescovo di Como e del Papa. Fino al 1441 il monastero rimaneva attivo, seppur con un esiguo numero di monaci per lo svolgimento delle mansioni di accogliere i fedeli. Proprio in quell'anno il vescovo di Como decise di chiudere il convento a causa della penuria di monaci e di viandanti, i suoi terreni furono tutti ridati ai legittimi ereditieri nei comuni di Somana e Mandello.
Poi nel 1713 un eremita di nome Alessandro Carizzoni ritornò ad abitare il convento, fino a quel momento lasciato al degrado. Egli abitò la struttura fino al 1790, data della sua morte, e compì numerosi restauri alla fatiscente struttura, come la costruzione del portico anteriore della chiesa.
I restauri più importanti avvennero nel 1927 e a seguito dell'incendio del 1997 che languì solo la chiesa.

## Descrizione
Il santuario, arroccato su di un piccolo colle, presenta una sola navata, come tipico delle chiese di fondazione romanica, nel presbiterio si trovano affreschi e un dipinto cinquecentesco che rappresenta la Madonna con il bambino e i santi Lorenzo e Rocco. Il complesso ha mantenuto quasi completamente intatto l'aspetto dell'epoca e presenta, inoltre, un campanile dell'XI secolo, che mostra intatte alcune delle sue caratteristiche originarie, come la presenza di 4 archetti retti da mensole allungate. L'edificio a causa dell'ampio utilizzo fu poi ampliato con la struttura del convento per ospitare i viandanti. Le mura danno un aspetto imponente e di difesa alla struttura.